# عرفان صادق
عرفان صادق هو لاعب كرة قدم فنلندي في مركز الهجوم، ولد في 12 يناير 1999 في Kiuruvesi ‏ في فنلندا. لعب مع Pallokerho Keski-Uusimaa ‏.

## وصلات خارجية
- عرفان صادق على موقع قاعدة بيانات كرة القدم.إي يو (الإنجليزية)
- عرفان صادق على موقع Soccerway.com (الإنجليزية)
- عرفان صادق على موقع عالم كرة القدم.نت (الإنجليزية)